# Nebraska (pel·lícula)
Nebraska és una pel·lícula de 2013 de comèdia dramàtica estatunidenca protagonitzada per Bruce Dern i Will Forte. Està dirigida per Alexander Payne. Va ser llançada el 15 de novembre de 2013. Va ser nominada a la Palma d'Or al 66è Festival Internacional de Cinema de Canes, on Bruce Dern va guanyar el Premi al Millor Actor. També va ser nominada a 6 premis Oscar 2014 entre els quals destaquen millor direcció per a Alexander Payne i millor actor per a Bruce Dern. També va ser nominada a 5 Globus d'Or 2014. Ha estat subtitulada al català.

## Argument
Woody Grant (Bruce Dern) és trobat caminant a la sortida de la ciutat de Billings per un agutzil qui li pregunta on va i li contesta que a Nebraska que queda bastant lluny per la qual cosa és detingut i avisen a la seva família. Mentrestant, el seu fill David (Will Forte) rep una visita de la seva ex-xicota Noel (Missy Doty), que li retorna les seves coses. La seva conversa és interrompuda per una trucada de la mare de David, Kate (June Squibb), que està tenint un problema amb el seu pare. David recupera a Woody de l'estació de policia i s'assabenta que ell vol anar a Lincoln, Nebraska per cobrar un premi d'un sorteig de milió dòlars que ha guanyat. David torna Woody a la seva casa, on Kate aviat es molesta quan Woody insisteix a cobrar els seus diners. David i el seu germà Ross (Bob Odenkirk), un reporter de notícies locals, discuteixen posant a Woody en una casa de retir. Mentre veu la televisió, David rep una trucada de Kate, dient-li que reculli Woody de l'estació d'autobusos. David es compromet a portar Woody a Nebraska, per gran consternació de Kate. Durant el recorregut passen pel Mount Rushmore però Woody no s'interessa a veure'l ja que està ansiós per arribar a Nebraska. En arribar a un poble, desapareix i se'n va a la tasca a beure. És trobat per David, que descobreix que Woody s'ha lesionat i el porta a l'hospital, només per adonar-se que ha perdut la seva dentadura. Relaten els passos de Woody i localitzen les seves dentadures. A causa de les lesions, han de quedar-se a l'hospital en observació, per la qual cosa no arribaran a Lincoln a temps, decidint fer una visita a la família de Woody.
Ells arriben a la ciutat natal de Woody, Hawthorne, i esmorzen amb el germà de Woody, Ray (Rance Howard) i la seva família. Woody i David visiten el carrer principal i passen al costat d'una botiga de mecànica on Woody solia posseir i van al bar local. Quan David porta l'alcoholisme de Woody, els obliga a anar-se'n. Abans de sortir, es troben amb el soci de negocis de Woody, Ed Pegram (Stacy Keach). Quan Woody esmenta que va guanyar els diners, els clients del bar li donen un brindis. L'endemà al matí, s'assabenten que la notícia s'ha estès per la ciutat. Condueixen a l'estació d'autobusos per a recollir Kate, que ha decidit que els acompanyés en el viatge. Mentre sopen en un restaurant, la seva presència és alertada per Ed, que està cantant karaoke. Quan Woody va al bany, Ed s'acosta a David per parlar-li sobre una mica de diners que li va prestar Woody fa anys que no li ha tornat a pagar i li demana que pagui els diners ràpid. La resta de la família de Woody, inclòs Ross, el visitaran. Els nebots de Woody, Cole i Bart (Devin Ratray i Tim Driscoll), s'acosten a David i Ross per obtenir una mica de diners i comença una baralla. Woody, Kate, David i Ross visiten l'antiga casa de Woody i troben el seu compressor d'aire desaparegut. Mentre caminava per la casa d'Ed, ells el troben i Woody el roba. No obstant això, resulta que la casa pertany a una parella d'ancians, que distreu Kate, mentre que David i Ross retornen el compressor d'aire.
Al bar, Woody i David es troben amb Ed, que revela que Woody va enganyar a Kate abans del naixement de David. David s'assabenta que Bart i Cole van trobar la inscripció en el concurs i la van llançar a les escombraries. David i Woody van a la seva recerca i saben que Ed la té i l'està llegint als clients del bar. Woody agafa l'entrada i David colpeja a Ed. David li diu a Woody que no van a Lincoln i s'emporta Woody a l'hospital. En el camí, Davis es rendeix i condueix a Lincoln. Arriben a l'agència de màrqueting per recollir els diners i l'empleada busca el número al seu ordinador, l'avisa que no va resultar guanyador, li donen a escollir un premi de consolació entre un coixí o una gorra; tria la gorra que té escrita la paraula "Guanyador". David li pregunta a l'empleada si aquest tipus de situació passa sovint i li contesta que sí amb persones com el seu pare. Abans de marxar de Hawthorne, David va a la concessionària d'automòbils i ven el seu cotxe per comprar un camió de Woody, i va dir que era l'única cosa que anava a comprar amb els seus diners. També li compra un altre compressor d'aire. La pel·lícula acaba amb Woody conduint el camió a dalt i a baix del carrer principal de Hawthorne.

## Repartiment
- Bruce Dern com Woody Grant.
- Will Forte com David Grant, el fill petit de Woody.
- June Squibb com Kate Grant, l'esposa de Woody, mare de Ross i David.
- Bob Odenkirk com Ross Grant, el fill gran de Woody.
- Stacy Keach com Ed Pegram, soci de negocis d'edat, de Woody.
- Mary Louise Wilson com la tia Martha, cunyada de Woody.
- Missy Doty com Noel, la xicota de David.
- Angela McEwan com Pegy Nagy, una ex-xicota de Woody.
- Rance Howard com l'oncle Ray, un dels germans de Woody.
- Devin Ratray com a Col·le, un dels nebots de Woody.
- Tim Driscoll com Bart, un dels nebots de Woody.
- Roger Stuckwisch com a cantant del Karaoke.
- Melinda Simonsen com a recepcionista en l'oficina concurs a Lincoln.
- Terry Kotrous com a Xèrif.

## Premis i Nominacions
Premis Oscar
| Any  | Categoria                    | Receptor           | Resultat |
| ---- | ---------------------------- | ------------------ | -------- |
| 2014 | Millor pel·lícula            | Millor pel·lícula  | Nominada |
| 2014 | Millor director              | Alexander Payne    | Nominat  |
| 2014 | Millor actor                 | Bruce Dern         | Nominat  |
| 2014 | Millor actriu de repartiment | June Squibb        | Nominada |
| 2014 | Millor guió original         | Bob Nelson         | Nominat  |
| 2014 | Millor fotografia            | Phedon Papamichael | Nominat  |

Globus d'Or
| Any  | Categoria                             | Receptor                              | Resultat |
| ---- | ------------------------------------- | ------------------------------------- | -------- |
| 2014 | Millor pel·lícula - Comèdia o musical | Millor pel·lícula - Comèdia o musical | Nominada |
| 2014 | Millor director                       | Alexander Payne                       | Nominat  |
| 2014 | Millor actor- Comèdia o musical       | Bruce Dern                            | Nominat  |
| 2014 | Millor actriu de repartiment          | June Squibb                           | Nominada |
| 2014 | Millor guió                           | Bob Nelson                            | Nominat  |

Premis BAFTA
| Any  | Categoria            | Receptor           | Resultat |
| ---- | -------------------- | ------------------ | -------- |
| 2014 | Millor actor         | Bruce Dern         | Nominat  |
| 2014 | Millor guió original | Bob Nelson         | Nominat  |
| 2014 | Millor fotografia    | Phedon Papamichael | Nominat  |

Premis Independent Spirit
| Any  | Categoria                    | Candidat          | Resultat  | Referència |
| ---- | ---------------------------- | ----------------- | --------- | ---------- |
| 2014 | Millor pel·lícula            | Millor pel·lícula | Nominada  | [ 7 ]      |
| 2014 | Millor director              | Alexander Payne   | Nominat   | [ 7 ]      |
| 2014 | Millor actor                 | Bruce Dern        | Nominat   | [ 7 ]      |
| 2014 | Millor actor de repartiment  | Will Forte        | Nominat   | [ 7 ]      |
| 2014 | Millor actriu de repartiment | June Squibb       | Nominada  | [ 7 ]      |
| 2014 | Millor guió novell           | Bob Nelson        | Guanyador | [ 7 ]      |

Festival de Canes
| Any  | Categoria    | Candidat   | Resultat  | Referència |
| ---- | ------------ | ---------- | --------- | ---------- |
| 2013 | Millor actor | Bruce Dern | Guanyador | [ 8 ]      |
| 2013 | Palma d'Or   | Palma d'Or | Nominada  | [ 8 ]      |